# إحالة الشحن
التَّوْصِيلُ الثُّلَاثِيُّ أو تَثْلِيثُ التَّوْصِيلِ (بالإنكليزية: Drop shipping) هو أسلوب إدارة سلسلة التوريد الذي لا يحتفظ فيه بائع التجزئة بالبضائع في المخزون ولكنه يقوم بدلا من ذلك بتحويل طلبات العملاء وتفاصيل الشحن إلى الشركة المصنعة أو بائع التجزئة الآخر أو بائع الجملة الذي يقوم بعد ذلك بشحن البضائع إلى العميل مباشرة. كما هو الحال في تجارة التجزئة، تحقق أغلبية تجار التجزئة أرباحها من الفرق بين سعر الجملة والتجزئة، ولكن بعض تجار التجزئة يحصلون على نسبة متفق عليها من المبيعات في العمولة، يدفعها بائع الجملة إلى بائع التجزئة.

## حكمه الشرعي
في الإسلام يحرم بيع ما لا يملكه البائع، لحديث النبي صلى الله عليه وسلم : لا يحل سلف وبيع، ولا بيع ما ليس عندك. وصح عنه صلى الله عليه وسلم أنه قال لحكيم بن حزام: لا تبع ما ليس عندك. وثبت عنه صلى الله عليه وسلم أنه نهى أن تباع السلع حيث تبتاع، حتى يحوزها التجار إلى رحالهم. 

## اجراءات عملية
قد يحتفظ بائع تجزئة للشحن بالتجزئة بـ «عناصر العرض» معروضاً في متجر فعلي دون أن يمتلكها، أو يوفر كتالوج منتجات إما كنسخة مطبوعة أو عبر الإنترنت، لتمكين العملاء من مراجعة العناصر قبل الشراء. يمكن للبائعين عبر سلسلة التجزئة الذين يضعون سلعة من تجار الجملة اتخاذ تدابير لإخفاء هذه الحقيقة أو منع مصدر الجملة من أن تصبح معروفة على نطاق واسع. ويمكن تحقيق ذلك من خلال «الشحن الأعمى» (شحن البضائع دون عنوان المرسل)، أو «الشحن الخاص بالعلامة» (شحن البضائع من بائع الجملة مع عنوان إرجاع مخصص لمتاجر التجزئة). قد يشتمل تاجر الجملة على زلة مخصصة للتعبئة (Packing Slip)، بما في ذلك تفاصيل مثل اسم الشركة وشعارها ومعلومات الاتصال الخاصة بها.
يمكن أن يحدث انخفاض الشحن عندما يتلقى بائع تجزئة صغير (يبيع عادة بكميات صغيرة لعامة الناس) طلبًا واحدًا كبيرًا لمنتج. قد يقوم بائع التجزئة بترتيب شحن البضاعة مباشرة إلى العميل من الشركة المصنعة أو الموزع. ان انخفاض الشحن أمر شائع مع المنتجات باهظة الثمن. يستخدم البائعون في مواقع مزادات الإنترنت أيضًا انخفاض الشحن كطريقة لتوزيع المنتجات دون التعامل مع تخزين المخزون وشحنه. فيقوم البائع بإدراج عنصر كشيء جديد، ثم يتم شحن المنتج مباشرة من بائع الجملة إلى العميل. يستفيد البائع من الفرق بين مبيعات المنتج وسعر البيع بالجملة، ناقصًا أي رسوم بيع وتاجر أو رسوم شحن.

## تطوير
يتم تأسيس موردي الشحن الرئيسيين وخدمات الوفاء في المقام الأول في الولايات المتحدة الأمريكية. منذ عام 2006، ظهرت العديد من شركات الشحن في الصين، وكثير منها تقدم خدمات شحن بالجملة وانخفاض الشحن إلى كل من الشركات والأفراد. ويرجع هذا إلى حد كبير إلى زيادة سهولة الشراء الإلكتروني والجزء المتنامي الذي تلعبه الإنترنت في التجارة الإلكترونية. لقد أصبح الموردون المقيمون في الصين قادرين بشكل متزايد على التنافس مع الموزعين في نفس البلد بسبب تحسن الخدمات اللوجستية للحزم الصغيرة وتخفيف الحواجز التجارية. تشير بعض التقارير إلى أن ما يقرب من 33٪ من تجار التجزئة على الإنترنت قد يستخدمون انخفاض الشحن كطريقة رئيسية لتنفيذ الطلبات.